# Energon Universe
L'Energon Universe è una linea di fumetti statunitense, oltre che un universo condiviso, ideata e supervisionata da Robert Kirkman; i titoli sono pubblicati dalla Skybound Entertainment, partner studio della Image Comics, in collaborazione con la Hasbro la quale è detentrice dei diritti concessi alla casa editrice.
Questo universo narrativo unisce al suo interno i franchise dei Transformers e dei G.I. Joe e il suo nome fa riferimento alla sostanza necessaria ai Transformers per vivere.

## Storia editoriale
Già prima che scadessero i diritti concessi alla casa editrice IDW Publishing alla fine del 2022, è stato rivelato che Robert Kirkman e Skybound stessero discutendo con la Hasbro per l'acquisizione delle licenze per la realizzazione di fumetti dedicati ai Transformers e a G.I. Joe, accordo che venne poi reso pubblico nel giugno del 2023 con il lancio dell'Energon Universe.
Secondo Kirkman: «È un grande onore poter reintrodurre questo mondo a un nuovo pubblico sotto l'insegna della Skybound. Ho amato questi personaggi per la maggior parte della mia vita e avere l'opportunità di aggiungere al già ricco arazzo che la Hasbro ha intessuto con la nuova Void Rivals è un'incredibile opportunità. Se guardi a tutto quello che è stato fatto conn Transformers e G.I. Joe, puoi percepire il sentore di un vasto universo con un enorme potenziale di crossover e interazioni che migliorerà l'esperienza dei fan rimanendo fedele alle identità individuali di entrambi i soggetti. Non vedo l’ora di esplorare questo potenziale negli anni a venire».
La prima serie ad essere pubblicata è stata Void Rivals, scritta dallo stesso Kirkman per i disegni di Lorenzo De Felici, seguita alcuni mesi dopo da Transformers , affidata a Daniel Warren Johnson, e da quattro miniserie dedicate ai personaggi dei G.I. Joe. Kirkman ha parlato della possibilità di aggiungere altre proprietà Hasbro all'universo narrativo confermando però che le serie non sarebbero state più di quattro alla volta. A giugno 2024 è stata annunciata la nuova serie dedicata ai G.I. Joe che avrebbe ripreso gli eventi raccontati nelle precedenti miniserie Duke, Cobra Commander, Scarlett e Destro.

## Ambientazione
Presso il Sacro Anello si sta consumando una guerra tra gli Agorriani e gli Zertoniani. Un giorno Darak e Solila, appartenenti all'una e all'altra fazione, si schiantano insieme su un misterioso pianeta e sono costretti a collaborare per sopravvivere. Durante la loro permanenza scoprono un segreto che cambia la loro visione sul conflitto in atto.
Nel mentre un altro conflitto, quello tra gli Autobot e i Decepticon del pianeta Cybertron, si estende alla Terra. Questo porta alla formazione di due diverse organizzazioni, i G.I. Joe e Cobra, che interagiscono in modi diversi con gli alieni causando enormi cambiamenti non solo per il pianeta, ma anche per l'intero universo.

## Personaggi
Agorriani e Zertoniani
- Darak
- Handroid
- Dulin
- Solila
- Zalilak
- Vill
- Kanela
- Ultum
- Proximus

Autobot e Decepticon
- Optimus Prime
- Arcee
- Cliffjumper
- Wheeljack
- Ratchet
- Starscream
- Soundwave
- Laserbeak
- Rumble
- Skywarp

G.I. Joe e Cobra
- Duke
- Hawk
- Stalker
- Baronessa
- Comandante Cobra
- Destro
- Zarana
- Mercer

## Pubblicazioni

### Serie
Void Rivals
| Nr. | Data           | Titolo                      | Titolo italiano            | Sceneggiatura  | Disegni           | Colori            | Copertina         | Prima edizione italiana         | Data Italia  |
| --- | -------------- | --------------------------- | -------------------------- | -------------- | ----------------- | ----------------- | ----------------- | ------------------------------- | ------------ |
| 1   | Giugno 2023    | More than Meets the Eye     | Più di quel che vedi       | Robert Kirkman | Lorenzo De Felici | Mat Lopes         | Lorenzo De Felici | Void Rivals vol. 1 (saldaPress) | Ottobre 2024 |
| 2   | Luglio 2023    | More than Meets the Eye     | Più di quel che vedi       | Robert Kirkman | Lorenzo De Felici | Mat Lopes         | Lorenzo De Felici | Void Rivals vol. 1 (saldaPress) | Ottobre 2024 |
| 3   | Agosto 2023    | More than Meets the Eye     | Più di quel che vedi       | Robert Kirkman | Lorenzo De Felici | Mat Lopes         | Lorenzo De Felici | Void Rivals vol. 1 (saldaPress) | Ottobre 2024 |
| 4   | Settembre 2023 | More than Meets the Eye     | Più di quel che vedi       | Robert Kirkman | Lorenzo De Felici | Mat Lopes         | Lorenzo De Felici | Void Rivals vol. 1 (saldaPress) | Ottobre 2024 |
| 5   | Ottobre 2023   | More than Meets the Eye     | Più di quel che vedi       | Robert Kirkman | Lorenzo De Felici | Patricio Delpeche | Lorenzo De Felici | Void Rivals vol. 1 (saldaPress) | Ottobre 2024 |
| 6   | Novembre 2023  | More than Meets the Eye     | Più di quel che vedi       | Robert Kirkman | Lorenzo De Felici | Mat Lopes         | Lorenzo De Felici | Void Rivals vol. 1 (saldaPress) | Ottobre 2024 |
| 7   | Marzo 2024     | Hunted Across the Wasteland | Prede nella terra desolata | Robert Kirkman | Lorenzo De Felici | Patricio Delpeche | Lorenzo De Felici | Void Rivals vol. 2 (saldaPress) | Maggio 2025  |
| 8   | Aprile 2024    | Hunted Across the Wasteland | Prede nella terra desolata | Robert Kirkman | Lorenzo De Felici | Patricio Delpeche | Lorenzo De Felici | Void Rivals vol. 2 (saldaPress) | Maggio 2025  |
| 9   | Maggio 2024    | Hunted Across the Wasteland | Prede nella terra desolata | Robert Kirkman | Lorenzo De Felici | Patricio Delpeche | Lorenzo De Felici | Void Rivals vol. 2 (saldaPress) | Maggio 2025  |
| 10  | Giugno 2024    | Hunted Across the Wasteland | Prede nella terra desolata | Robert Kirkman | Lorenzo De Felici | Patricio Delpeche | Lorenzo De Felici | Void Rivals vol. 2 (saldaPress) | Maggio 2025  |
| 11  | Luglio 2024    | Hunted Across the Wasteland | Prede nella terra desolata | Robert Kirkman | Lorenzo De Felici | Patricio Delpeche | Lorenzo De Felici | Void Rivals vol. 2 (saldaPress) | Maggio 2025  |
| 12  | Agosto 2024    | Hunted Across the Wasteland | Prede nella terra desolata | Robert Kirkman | Lorenzo De Felici | Patricio Delpeche | Lorenzo De Felici | Void Rivals vol. 2 (saldaPress) | Maggio 2025  |
| 13  | Ottobre 2024   | The Key to Vector Theta     | n/a                        | Robert Kirkman | Lorenzo De Felici | Patricio Delpeche | Lorenzo De Felici | Inedito                         | n/a          |
| 14  | Novembre 2024  | The Key to Vector Theta     | n/a                        | Robert Kirkman | Lorenzo De Felici | Patricio Delpeche | Lorenzo De Felici | Inedito                         | n/a          |
| 15  | Dicembre 2024  | The Key to Vector Theta     | n/a                        | Robert Kirkman | Lorenzo De Felici | Patricio Delpeche | Lorenzo De Felici | Inedito                         | n/a          |
| 16  | Gennaio 2025   | The Key to Vector Theta     | n/a                        | Robert Kirkman | Lorenzo De Felici | Patricio Delpeche | Lorenzo De Felici | Inedito                         | n/a          |
| 17  | Marzo 2025     | The Key to Vector Theta     | n/a                        | Robert Kirkman | Lorenzo De Felici | Patricio Delpeche | Lorenzo De Felici | Inedito                         | n/a          |
| 18  | Aprile 2025    | The Key to Vector Theta     | n/a                        | Robert Kirkman | Lorenzo De Felici | Patricio Delpeche | Lorenzo De Felici | Inedito                         | n/a          |
| 19  | Maggio 2025    | First Chosen                | n/a                        | Robert Kirkman | Conor Hughes      | Patricio Delpeche | Lorenzo De Felici | Inedito                         | n/a          |
| 20  | Giugno 2025    | First Chosen                | n/a                        | Robert Kirkman | Conor Hughes      | Patricio Delpeche | Lorenzo De Felici | Inedito                         | n/a          |
| 21  | Luglio 2025    | First Chosen                | n/a                        | Robert Kirkman | Conor Hughes      | Patricio Delpeche | Lorenzo De Felici | Inedito                         | n/a          |
| 22  | Agosto 2025    | First Chosen                | n/a                        | Robert Kirkman | Conor Hughes      | Patricio Delpeche | Lorenzo De Felici | Inedito                         | n/a          |
| 23  | Settembre 2025 | First Chosen                | n/a                        | Robert Kirkman | Conor Hughes      | Patricio Delpeche | Lorenzo De Felici | Inedito                         | n/a          |

Transformers
| Nr. | Data           | Titolo                | Titolo italiano         | Sceneggiatura         | Disegni               | Colori        | Copertina             | Prima edizione italiana         | Data Italia  |
| --- | -------------- | --------------------- | ----------------------- | --------------------- | --------------------- | ------------- | --------------------- | ------------------------------- | ------------ |
| 1   | Ottobre 2023   | Robots in Disguise    | Robot in incognito      | Daniel Warren Johnson | Daniel Warren Johnson | Mike Spicer   | Daniel Warren Johnson | Transformers vol.1 (saldaPress) | Ottobre 2024 |
| 2   | Novembre 2023  | Robots in Disguise    | Robot in incognito      | Daniel Warren Johnson | Daniel Warren Johnson | Mike Spicer   | Daniel Warren Johnson | Transformers vol.1 (saldaPress) | Ottobre 2024 |
| 3   | Dicembre 2023  | Robots in Disguise    | Robot in incognito      | Daniel Warren Johnson | Daniel Warren Johnson | Mike Spicer   | Daniel Warren Johnson | Transformers vol.1 (saldaPress) | Ottobre 2024 |
| 4   | Gennaio 2024   | Robots in Disguise    | Robot in incognito      | Daniel Warren Johnson | Daniel Warren Johnson | Mike Spicer   | Daniel Warren Johnson | Transformers vol.1 (saldaPress) | Ottobre 2024 |
| 5   | Febbraio 2024  | Robots in Disguise    | Robot in incognito      | Daniel Warren Johnson | Daniel Warren Johnson | Mike Spicer   | Daniel Warren Johnson | Transformers vol.1 (saldaPress) | Ottobre 2024 |
| 6   | Marzo 2024     | Robots in Disguise    | Robot in incognito      | Daniel Warren Johnson | Daniel Warren Johnson | Mike Spicer   | Daniel Warren Johnson | Transformers vol.1 (saldaPress) | Ottobre 2024 |
| 7   | Aprile 2024    | Transport to Oblivion | Passaggio verso l'oblio | Daniel Warren Johnson | Jorge Corona          | Mike Spicer   | Daniel Warren Johnson | Transformers vol.2 (saldaPress) | Maggio 2025  |
| 8   | Maggio 2024    | Transport to Oblivion | Passaggio verso l'oblio | Daniel Warren Johnson | Jorge Corona          | Mike Spicer   | Daniel Warren Johnson | Transformers vol.2 (saldaPress) | Maggio 2025  |
| 9   | Giugno 2024    | Transport to Oblivion | Passaggio verso l'oblio | Daniel Warren Johnson | Jorge Corona          | Mike Spicer   | Daniel Warren Johnson | Transformers vol.2 (saldaPress) | Maggio 2025  |
| 10  | Luglio 2024    | Transport to Oblivion | Passaggio verso l'oblio | Daniel Warren Johnson | Jorge Corona          | Mike Spicer   | Daniel Warren Johnson | Transformers vol.2 (saldaPress) | Maggio 2025  |
| 11  | Agosto 2024    | Transport to Oblivion | Passaggio verso l'oblio | Daniel Warren Johnson | Jorge Corona          | Mike Spicer   | Daniel Warren Johnson | Transformers vol.2 (saldaPress) | Maggio 2025  |
| 12  | Settembre 2024 | Transport to Oblivion | Passaggio verso l'oblio | Daniel Warren Johnson | Jorge Corona          | Mike Spicer   | Daniel Warren Johnson | Transformers vol.2 (saldaPress) | Maggio 2025  |
| 13  | Ottobre 2024   | Combiner Chaos        | n/a                     | Daniel Warren Johnson | Jason Howard          | Mike Spicer   | Daniel Warren Johnson | Inedito                         | n/a          |
| 14  | Novembre 2024  | Combiner Chaos        | n/a                     | Daniel Warren Johnson | Jason Howard          | Mike Spicer   | Daniel Warren Johnson | Inedito                         | n/a          |
| 15  | Dicembre 2024  | Combiner Chaos        | n/a                     | Daniel Warren Johnson | Jorge Corona          | Mike Spicer   | Daniel Warren Johnson | Inedito                         | n/a          |
| 16  | Gennaio 2025   | Combiner Chaos        | n/a                     | Daniel Warren Johnson | Jorge Corona          | Sarah Stern   | Daniel Warren Johnson | Inedito                         | n/a          |
| 17  | Febbraio 2025  | Combiner Chaos        | n/a                     | Daniel Warren Johnson | Jorge Corona          | Mike Spicer   | Daniel Warren Johnson | Inedito                         | n/a          |
| 18  | Marzo 2025     | Combiner Chaos        | n/a                     | Daniel Warren Johnson | Jorge Corona          | Mike Spicer   | Daniel Warren Johnson | Inedito                         | n/a          |
| 19  | Aprile 2025    | Conquer and Control   | n/a                     | Daniel Warren Johnson | Ludo Lullabi          | Adriano Lucas | Daniel Warren Johnson | Inedito                         | n/a          |
| 20  | Maggio 2025    | Conquer and Control   | n/a                     | Daniel Warren Johnson | Jorge Corona          | Mike Spicer   | Daniel Warren Johnson | Inedito                         | n/a          |
| 21  | Giugno 2025    | Conquer and Control   | n/a                     | Daniel Warren Johnson | Jorge Corona          | Mike Spicer   | Daniel Warren Johnson | Inedito                         | n/a          |
| 22  | Luglio 2025    | Conquer and Control   | n/a                     | Daniel Warren Johnson | Jorge Corona          | Mike Spicer   | Daniel Warren Johnson | Inedito                         | n/a          |
| 23  | Agosto 2025    | Conquer and Control   | n/a                     | Daniel Warren Johnson | Jorge Corona          | Mike Spicer   | Daniel Warren Johnson | Inedito                         | n/a          |
| 24  | Settembre 2025 | Conquer and Control   | n/a                     | Daniel Warren Johnson | Jorge Corona          | Mike Spicer   | Daniel Warren Johnson | Inedito                         | n/a          |
| 25  | Ottobre 2025   | n/a                   | n/a                     | Robert Kirkman        | Dan Mora              | Mike Spicer   | David Nakayama        | Inedito                         | n/a          |

G.I. Joe
| Nr. | Data           | Titolo             | Titolo italiano | Sceneggiatura     | Disegni       | Colori          | Copertina  | Prima edizione italiana | Data Italia |
| --- | -------------- | ------------------ | --------------- | ----------------- | ------------- | --------------- | ---------- | ----------------------- | ----------- |
| 1   | Novembre 2024  | The Cobra Strikes! | n/a             | Joshua Williamson | Tom Reilly    | Jordie Bellaire | Tom Reilly | Inedito                 | n/a         |
| 2   | Dicembre 2024  | The Cobra Strikes! | n/a             | Joshua Williamson | Tom Reilly    | Jordie Bellaire | Tom Reilly | Inedito                 | n/a         |
| 3   | Gennaio 2025   | The Cobra Strikes! | n/a             | Joshua Williamson | Tom Reilly    | Jordie Bellaire | Tom Reilly | Inedito                 | n/a         |
| 4   | Febbraio 2025  | The Cobra Strikes! | n/a             | Joshua Williamson | Tom Reilly    | Jordie Bellaire | Tom Reilly | Inedito                 | n/a         |
| 5   | Marzo 2025     | The Cobra Strikes! | n/a             | Joshua Williamson | Tom Reilly    | Jordie Bellaire | Tom Reilly | Inedito                 | n/a         |
| 6   | Aprile 2025    | The Cobra Strikes! | n/a             | Joshua Williamson | Tom Reilly    | Jordie Bellaire | Tom Reilly | Inedito                 | n/a         |
| 7   | Maggio 2025    | Bludd's Revenge    | n/a             | Joshua Williamson | Andrea Milana | Lee Loughridge  | Tom Reilly | Inedito                 | n/a         |
| 8   | Giugno 2025    | Bludd's Revenge    | n/a             | Joshua Williamson | Andrea Milana | Lee Loughridge  | Tom Reilly | Inedito                 | n/a         |
| 9   | Luglio 2025    | Bludd's Revenge    | n/a             | Joshua Williamson | Andrea Milana | Lee Loughridge  | Tom Reilly | Inedito                 | n/a         |
| 10  | Agosto 2025    | Bludd's Revenge    | n/a             | Joshua Williamson | Andrea Milana | Lee Loughridge  | Tom Reilly | Inedito                 | n/a         |
| 11  | Settembre 2025 | Bludd's Revenge    | n/a             | Joshua Williamson | Andrea Milana | Lee Loughridge  | Tom Reilly | Inedito                 | n/a         |

### Miniserie
| Data           | Titolo                                        | Titolo italiano                         | Sceneggiatura     | Disegni        | Colori          | Copertina      | Prima edizione italiana           | Data Italia   |
| -------------- | --------------------------------------------- | --------------------------------------- | ----------------- | -------------- | --------------- | -------------- | --------------------------------- | ------------- |
| Dicembre 2023  | Duke: Knowing is Half the Battle              | La conoscenza è la metà della battaglia | Joshua Williamson | Tom Reilly     | Jordie Bellaire | Tom Reilly     | Road to G.I. JOE: Duke            | Novembre 2024 |
| Gennaio 2024   | Duke: Knowing is Half the Battle              | La conoscenza è la metà della battaglia | Joshua Williamson | Tom Reilly     | Jordie Bellaire | Tom Reilly     | Road to G.I. JOE: Duke            | Novembre 2024 |
| Febbraio 2024  | Duke: Knowing is Half the Battle              | La conoscenza è la metà della battaglia | Joshua Williamson | Tom Reilly     | Jordie Bellaire | Tom Reilly     | Road to G.I. JOE: Duke            | Novembre 2024 |
| Marzo 2024     | Duke: Knowing is Half the Battle              | La conoscenza è la metà della battaglia | Joshua Williamson | Tom Reilly     | Jordie Bellaire | Tom Reilly     | Road to G.I. JOE: Duke            | Novembre 2024 |
| Aprile 2024    | Duke: Knowing is Half the Battle              | La conoscenza è la metà della battaglia | Joshua Williamson | Tom Reilly     | Jordie Bellaire | Tom Reilly     | Road to G.I. JOE: Duke            | Novembre 2024 |
| Gennaio 2024   | Cobra Commander: Determined to Rule the World | n/a                                     | Joshua Williamson | Andrea Milana  | Annalisa Leoni  | Andrea Milana  | Road to G.I. JOE: Cobra Commander | Dicembre 2024 |
| Febbraio 2024  | Cobra Commander: Determined to Rule the World | n/a                                     | Joshua Williamson | Andrea Milana  | Annalisa Leoni  | Andrea Milana  | Road to G.I. JOE: Cobra Commander | Dicembre 2024 |
| Marzo 2024     | Cobra Commander: Determined to Rule the World | n/a                                     | Joshua Williamson | Andrea Milana  | Annalisa Leoni  | Andrea Milana  | Road to G.I. JOE: Cobra Commander | Dicembre 2024 |
| Aprile 2024    | Cobra Commander: Determined to Rule the World | n/a                                     | Joshua Williamson | Andrea Milana  | Annalisa Leoni  | Andrea Milana  | Road to G.I. JOE: Cobra Commander | Dicembre 2024 |
| Maggio 2024    | Cobra Commander: Determined to Rule the World | n/a                                     | Joshua Williamson | Andrea Milana  | Annalisa Leoni  | Andrea Milana  | Road to G.I. JOE: Cobra Commander | Dicembre 2024 |
| Giugno 2024    | Scarlett: Special Mission                     | n/a                                     | Kelly Thompson    | Marco Ferrari  | Lee Loughridge  | Marco Ferrari  | Road to G.I. JOE: Scarlett        | Aprile 2025   |
| Luglio 2024    | Scarlett: Special Mission                     | n/a                                     | Kelly Thompson    | Marco Ferrari  | Lee Loughridge  | Marco Ferrari  | Road to G.I. JOE: Scarlett        | Aprile 2025   |
| Agosto 2024    | Scarlett: Special Mission                     | n/a                                     | Kelly Thompson    | Marco Ferrari  | Lee Loughridge  | Marco Ferrari  | Road to G.I. JOE: Scarlett        | Aprile 2025   |
| Settembre 2024 | Scarlett: Special Mission                     | n/a                                     | Kelly Thompson    | Marco Ferrari  | Lee Loughridge  | Marco Ferrari  | Road to G.I. JOE: Scarlett        | Aprile 2025   |
| Ottobre 2024   | Scarlett: Special Mission                     | n/a                                     | Kelly Thompson    | Marco Ferrari  | Lee Loughridge  | Marco Ferrari  | Road to G.I. JOE: Scarlett        | Aprile 2025   |
| Giugno 2024    | Destro: The Enemy                             | n/a                                     | Dan Watters       | Andrei Bressan | Adriano Lucas   | Andrei Bressan | Road to G.I. JOE: Destro          | Febbraio 2025 |
| Luglio 2024    | Destro: The Enemy                             | n/a                                     | Dan Watters       | Andrei Bressan | Adriano Lucas   | Andrei Bressan | Road to G.I. JOE: Destro          | Febbraio 2025 |
| Agosto 2024    | Destro: The Enemy                             | n/a                                     | Dan Watters       | Andrea Milana  | Adriano Lucas   | Andrei Bressan | Road to G.I. JOE: Destro          | Febbraio 2025 |
| Settembre 2024 | Destro: The Enemy                             | n/a                                     | Dan Watters       | Andrei Bressan | Adriano Lucas   | Andrei Bressan | Road to G.I. JOE: Destro          | Febbraio 2025 |
| Ottobre 2024   | Destro: The Enemy                             | n/a                                     | Dan Watters       | Andrei Bressan | Adriano Lucas   | Andrei Bressan | Road to G.I. JOE: Destro          | Febbraio 2025 |

### Speciali
| Data        | Titolo                        | Titolo       | Sceneggiatura         | Disegni               | Colori            | Copertina     | Edizione italiana                     | Data Italia  |
| ----------- | ----------------------------- | ------------ | --------------------- | --------------------- | ----------------- | ------------- | ------------------------------------- | ------------ |
| Maggio 2024 | Energon Universe 2024 Special | Transformers | Daniel Warren Johnson | Ryan Ottley           | Annalisa Leoni    | Ryan Ottley   | Energon Universe Special (saldaPress) | Gennaio 2025 |
| Maggio 2024 | Energon Universe 2024 Special | Void Rivals  | Robert Kirkman        | Lorenzo De Felici     | Mat Lopes         | Ryan Ottley   | Energon Universe Special (saldaPress) | Gennaio 2025 |
| Maggio 2024 | Energon Universe 2024 Special | G.I. Joe     | Joshua Williamson     | Jason Howard          | Mike Spicer       | Ryan Ottley   | Energon Universe Special (saldaPress) | Gennaio 2025 |
| Maggio 2025 | Energon Universe 2025 Special | G.I. Joe     | Joshua Williamson     | Andrea Milana         | Lee Loughridge    | Andrea Milana | Inedito                               | n/a          |
| Maggio 2025 | Energon Universe 2025 Special | Void Rivals  | Robert Kirkman        | Conor Hughes          | Patricio Delpeche | Andrea Milana | Inedito                               | n/a          |
| Maggio 2025 | Energon Universe 2025 Special | Transformers | Daniel Warren Johnson | Daniel Warren Johnson | Mike Spicer       | Andrea Milana | Inedito                               | n/a          |

## Vendite
Il franchise a marzo 2024 ha superato il milione di copie vendute in totale tra Void Rivals, Transformers, Duke e Cobra Commander, ottenendo numerose ristampe dei singoli albi. A giugno 2024 gli albi Transformers 10, Scarlett 2, Destro 2 e Void Rivals 11 si sono posizionati nei primi dieci posti della classifica di vendita mensile della Image Comics.

## Riconoscimenti
Agli Eisner Awards del 2024 Daniel Warren Johnson ha ricevuto il premio come "Miglior scrittore/artista" per Transformers, la quale è stata a sua volta insignita del premio "Miglior serie regolare". Rus Wooton, letterista di diversi progetti dell'Energon Universe, ha ricevuto invece la candidatura come "Miglior letterista".